# 塞巴斯蒂安·伯尼施
塞巴斯蒂安·伯尼施（德語：Sebastian Boenisch，1987年2月1日—），波蘭-德國職業足球員，司職左閘。

## 生平
伯尼施出生在波蘭，之前效力過沙爾克04，但很少上陣。至2007年才加盟雲達不萊梅。
伯尼施目曾代表德國U21參賽國際賽，於2010年代表出生地波蘭在兩場友誼賽上陣。

## 外部連結
- 官方网站 （德文）
- Werder Bremen profile （页面存档备份，存于） （德文）
- fussballdaten.de：塞巴斯蒂安·伯尼施之統計數據 （德文）